# آولومب
آوِلومَـب (انگلیسی: Avelumab؛ تلفظ انگلیسی: اَوِلومَـب) با نام تجاری باوِنسیو (انگلیسی: Bavencio) یک پادتن تک‌تیره انسانی که توسط سه شرکت بزرگ داروسازی مِـرک، فایزر و ایلای لی‌لی جهت ایمونوتراپی «سرطان ریه از نوعِ غیر سلول کوچک» (NSCLC) ساخته شد.
این دارو همچنین در ژانویهٔ ۲۰۱۷ میلادی در اروپا برای درمان سرطان معده تائیدیه گرفت. سازمان غذا و داروی آمریکا در مارس ۲۰۱۷ و آژانس دارویی اروپا در سپتامبر ۲۰۱۷ میلادی، آنرا برای درمان «کارسینوم سلول مِرکل» (نوعی سرطان پوست تهاجمی و بدخیم) مورد پذیرش قرار دارد.
در حال حاضر چندین کارآزمایی بالینی جهت استفاده از این دارو در سرطان مثانه، سرطان‌های سر و گردن، مزوتلیوما، سرطان تخمدان، تومور کلیه و سرطان معده در جریان است.
تاکنون برای این دارو هیچگونه منع مصرفی اعلام نشده‌است. همچنین از آنجایی که آولومب یک آنتی‌بادی است، هیچگونه تداخل دارویی با داروهای دیگر ندارد.
آوِلومَـب گونه‌ای پادتن از نوعِ IgG1 است که به پروتئین PD-L1 متصل می‌شود و اجازه نمی‌دهد این ملکول پروتئینی به گیرنده‌اش موسوم به PD-1 متصل شود. در نتیجهٔ سلول‌های لنفوسیت تی از نوع «+CD8» به کارشان ادامه می‌دهند و سلول‌های سرطانی را از بین می‌برند.
عوارض جانبی شایع این دارو شاملِ احساس خستگی، دردهای اسکلتی-عضلانی، اسهال، تهوع، راش‌های پوستی، کاهش اشتها، ورم محیطی و واکنش‌های حساسیتی در محل تزریق داروست. برخی از عوارض جدی و خطرناک این دارو عبارتند از: پولمونیت، هپاتیت، التهاب روده بزرگ (کولیت)، کم‌کاری تیروئید، ناکارآمدی غدد فوق‌کلیه، دیابت و التهاب کلیه‌ها. همچنین عوارض نظیر سستی، کم‌خونی، شکم‌درد، ایلئوس و سلولیت نیز محتمل است.